# Shors algoritme
Shors algoritme, opkaldt efter matematikeren Peter Shor, er en kvantealgoritme (en algoritme der kører på en kvantecomputer) for heltallig faktorisering, formuleret i 1994. Groft sagt løser den det følgende problem: Givet et heltal N, find dets primtals faktorer.